# American Journal of Clinical Oncology
Das American Journal of Clinical Oncology, abgekürzt Am. J. Clin. Oncol., ist eine wissenschaftliche Fachzeitschrift, die vom Lippincott Williams&Wilkins-Verlag veröffentlicht wird. Die Zeitschrift wurde 1978 unter dem Namen Cancer Clinical Trials gegründet und wechselte 1982 zum derzeitigen Namen, sie erscheint mit sechs Ausgaben im Jahr. Es werden Arbeiten veröffentlicht, die mit der multidisziplinären Behandlung von Tumoren beschäftigen.
Der Impact Factor lag im Jahr 2016 bei 3,259. Nach der Statistik des ISI Web of Knowledge wird das Journal mit diesem Impact Factor in der Kategorie Onkologie an 96. Stelle von 217 Zeitschriften geführt.